# Marco Antonio Dorantes García
Marco Antonio Dorantes García (né le 14 avril 1936 à Mexico) est un ancien arbitre mexicain de football, qui officia de 1972 à 1991. Son dernier match officié est le match de Coupe UEFA 1991-1992 lors du second tour au match retour entre SK Sigma Olomouc et FK Torpedo Moscou.

## Carrière
Il a officié dans les compétitions majeures suivantes : 
- JO 1972 (1 match)
- JO 1976 (2 matchs)